# Kō Matsubara
Kō Matsubara (jap. 松原后 Matsubara Kō; ur. 30 sierpnia 1996 w prefekturze Shizuoka) – japoński piłkarz występujący na pozycji obrońcy.

## Kariera piłkarska
Od 2015 roku do 2020 roku występował w Shimizu S-Pulse. W 2020 przeszedł do Sint-Truidense VV.